# 松北区
松北区（しょうほく-く）は、中華人民共和国黒竜江省ハルビン市に位置する市轄区。

## 地理
区内には、松花江の中州でかつてロシア人の別荘地となり、現在では湿地・白樺林などの保護区やテーマパーク、博物館、日本庭園などが造られているハルビン市民の憩いの場所、太陽島がある。区人民政府の所在地は松北一路18号。

## 行政区画
下部に7街道、2鎮を管轄：
- 街道弁事処：松北街道、太陽島街道、万宝街道、松浦街道、松安街道、松祥街道、船口街道
- 鎮：対青山鎮、楽業鎮

## 教育

### 大学
- 黒竜江科技大学（中国語版）
- ハルビン商業大学
- ハルビン音楽学院（中国語版）
- ハルビン石油学院（中国語版）

## 交通

### 鉄道
- 中国国家鉄路集団
  - 中国鉄路ハルビン局集団公司
    - 哈斉旅客専用線（ハルビン方面）- ハルビン北駅 -（チチハル方面）
    - 浜洲線（ハルビン方面）- 廟台子駅 - ハルビン北駅 - 万楽駅 - 対青山駅 -（満洲里方面）
    - 浜北線（ハルビン方面）- 新松浦駅 -（北安方面）
- ハルビン地下鉄
  - ■2号線

### 道路
- 高速道路
  -  綏満高速道路
  -  ハルビン環状高速道路
- 国道
  - G202国道
  - G301国道

## 健康・医療・衛生
- 松北社区衛生服務中心